# 수 (영화)
《수》는 2007년 3월 22일에 개봉한 대한민국의 영화이며, 신영우 작가의 만화 "더블캐스팅"을 원작으로 했다.

## 캐스팅
- 지진희 : 장태수 역
- 강성연 : 강미나 역
- 문성근 : 구양원 역
- 이기영 : 남달구 역
- 조경환 : 보스 송인 역
- 오만석 : 킬러 점박이 역
- 최덕문 : 이원재 역
- 김준배 : 김진만 역
- 양영조 : 유선일 역
- 조석현 : 박 형사 역
- 최정우 : 강력2팀 형사반장 역
- 박혁권 : 장 형사 역
- 신동력 : 문 형사 역
- 이재구 : 최 형사 역
- 김승훈 : 감식반 형사 역
- 박혁민 : 보디가드 A 역
- 원웅재 : 고참 간부 A 역
- 정만식 : 고참 간부 B 역
- 김한규 : 젊은 간부 A 역
- 정형민 : 횟집 소년 A 역
- 이하성 : 횟집 소년 B 역
- 이종구 : 폭력반 고참 형사 역
- 박우열 : 타지역 강력반장 역
- 이윤상 : 청문감사 1 역
- 김완태 : 청문감사 2 역
- 이주석 : 보안2반 팀장 역
- 박팔영 : 보안과장 역
- 박성택 : 야쿠자 2 역
- 서왕석 : 구양원 부하 1 역
- 김태환 : 구양원 부하 2 역
- 진용욱 : 구양원 부하 3 역
- 신창수 : 구양원 부하 4 역
- 김영옥 : 경찰서 할머니 역 (특별출연)
- 고창석 : 야쿠자 1 역 (특별출연)